# Поля фільтрації
Поля фільтрації (поля аерації) — ділянка землі, на поверхні якої розподіляють каналізаційні та інші стічні води з метою їх очищення; різновид водоочисної споруди.
На полях фільтрації використовується метод природного біологічного очищення. Період між поливами використовують для того, щоб пори ґрунту встигали звільнятися від вод і заповнювалися атмосферним повітрям (для створення аеробних умов у ґрунті). Зважені й колоїдні речовини, що містяться в стічній воді, затримуються в ґрунті та за допомогою кисню і мікроорганізмів ґрунту перетворюються в мінеральні сполуки.
На відміну від полів зрошення виключається можливість вирощування на полях фільтрації сільськогосподарських культур через великі обсяги стічних вод, що проходять через них. Влаштовують на піщаних, супіщаних і суглинних ґрунтах з хорошими фільтраційними властивостями. Складаються з ділянок (карт) з майже горизонтальною поверхнею площею 0,5—2 га, огороджених валами висотою 0,8—1 м. Стічні води, очищені від механічних домішок, жиру, яєць гельмінтів тощо, подаються до карти шаром 20—30 см (взимку наморожують до 75 см) по відкритих каналах через водовипуски й просочуються через ґрунт.